# Francesco Maria Borzone
Francesco Maria Borzone (französisch: Bourzon; * 1625 in Genua; † 5. Juni 1679 ebenda) war ein italienischer Maler aus der Genueser Schule.

Die Hirschjagd, Kupferstich (1771/72) von Louis Germain nach einer Vorlage von Francesco Maria Borzone

Er gehörte zu einer Künstlerfamilie und war ein Sohn des Luciano Borzone. Seine zwei Brüder Giovanni Battista und Carlo Borzone waren ebenfalls Maler, starben aber beide noch jung während der Pest im Jahr 1657.
Im Gegensatz zu seinem Vater und seinen Brüdern spezialisierte sich Francesco auf Landschaften, Marinestücke und Seestürme, die er nach der Natur und im Stil von Gaspar Dughet, Claude Lorrain und Salvator Rosa malte.
Er ging früh nach Frankreich und wurde 1656 Hofmaler Ludwigs XIV.

1663 wurde er in die Académie de la peinture aufgenommen, soll aber, wie viele andere Maler, wieder ausgeschlossen worden sein, weil er sein Aufnahmestück nicht in der vorgesehenen Zeit fertig hatte.
Francesco Borzone war an Dekorationen im Louvre beteiligt, wo er um oder vor 1664 für das Appartement der Königinmutter Anne d’Autriche sechs Landschaften malte und für das Neue Appartement Ludwigs XIV. neun Landschaften in Fresko. Er schuf außerdem Landschaften und Marinestücke für zwei Räume in Schloss Vincennes, von denen sich drei erhalten haben.
Einige seiner Bilder wurden später von Jacob Coelemans und Louis Germain, sowie von Sébastien Barras (1653–1703) gestochen.
Borzone kehrte kurz vor seinem Tode in seine Heimatstadt zurück und starb dort 1679. Sein Aussehen ist nicht durch ein Porträt bekannt.
Er hatte einen Sohn, der Priester war und für den Kardinal de Noailles als Sekretär und Hausvorstand arbeitete.